# Bucaspor
Bucaspor je turski nogometni klub iz Izmira. Bucaspor u 2014. godini nastupa u 2. Turskoj diviziji.